# Sandy Springs (Ohio)

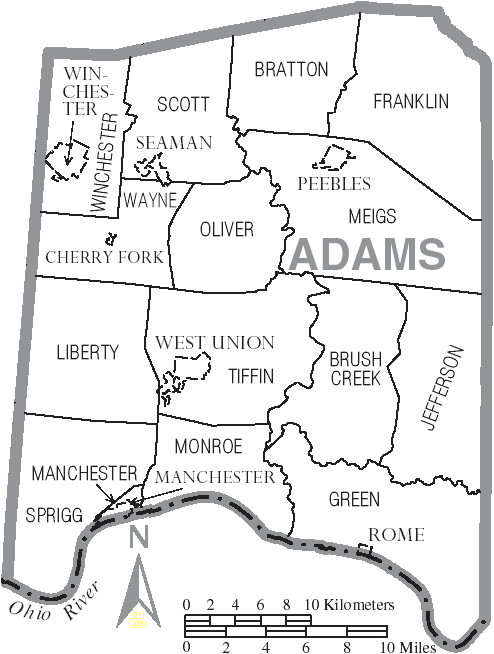
Mappa della Contea di Adams, Ohio con i cartelli municipali e di borgata

Sandy Springs è una comunità non incorporata nella Contea di Adams, Ohio, Stati Uniti, con sede qui.

## Storia
Un ufficio postale chiamato Sandy Springs fu fondato nel 1818. Sandy Springs una volta aveva una propria scuola.

## Persone degne di nota
Annie Turner Wittenmyer, Riformatrice sociale e operatrice umanitaria